# Jaderná elektrárna Embalse
Jaderná elektrárna Embalse (španělsky Central nuclear de Embalse) je provozní jaderná elektrárna v Argentině. Nachází se na pobřeží vodní nádrže Tercero v provincii Córdoba, 4 kilometry západně od města Embalse. Celkový hrubý výkon elektrárny s jediným blokem činí 656 MW. Jde o jednu ze dvou provozních jaderných elektráren v zemi.

## Historie a technické informace

### Výstavba
V roce 1968 byla dokončena studie investice do jaderné elektrárny. Výstavba jediného bloku elektrárny byla zahájena 31. března 1974.

### Uvedení do provozu
Jedná se o těžkovodní reaktor CANDU-6 o hrubém výkonu 656 MW. Čistý výkon bloku činí 608 MW. Kritického stavu reaktor nabyl dne 12. března 1983, k síti byl připojen 24. dubna 1983 a komerční provoz nastal 19. ledna 1984.

#### Prodloužení životnosti

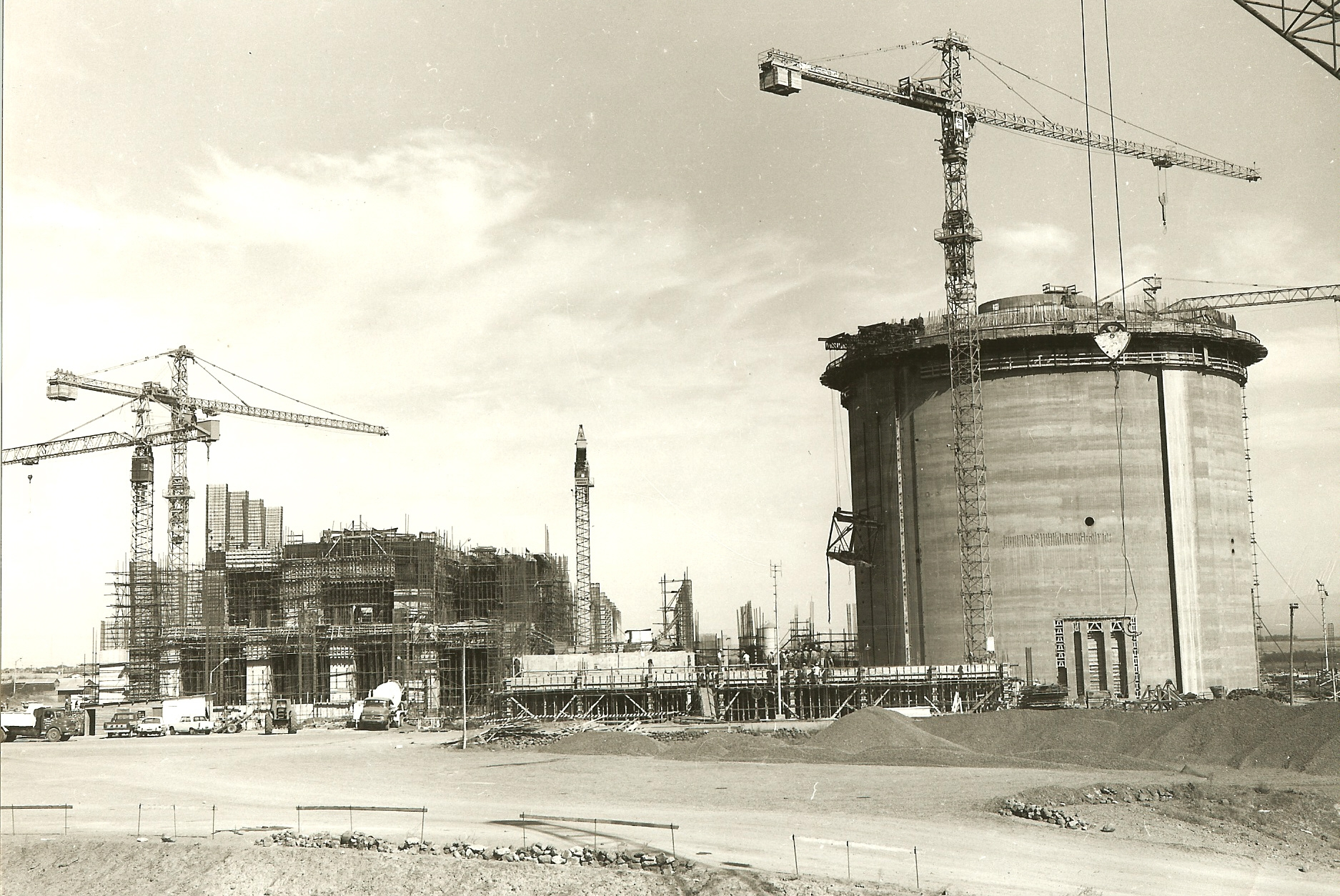
Výstavba elektrárny v květnu 1977

V roce 2007 začal projekt prodloužení životnosti elektrárny studiemi proveditelnosti a stárnutí systému. Dne 31. prosince 2015 skončil její první provozní cyklus o délce 30 let. V první fázi prodloužení životnosti elektrárny byl definován rozsah úkolů k provedení a odhad celkového rozpočtu potřebných prací. Celkově byl projekt rozdělen do tří fází.
Jakmile byla definována a schválena první fáze, byla zahájena druhá fáze, kde byly vyrobeny hlavní náhradní komponenty, vyškoleni pracovníci, kteří by prováděli kritické úkoly. Jedním z problémů, které vyvstaly v průběhu prací na prodloužení životnosti bylo, že nebyly předloženy odpovídající studie vlivu na životní prostředí potřebné ke schválení díla. To mělo za následek, že mnoho ekologických subjektů protestovala. Žádaly o zastavení prací a varovali před budoucností jaderné energie v Argentině.
V třetí fázi byl reaktor kompletně zrekonstruován. Šlo vlastně o kompletní rozmontování a smontování nového jádra reaktoru včetně výměny kanálů. Dne 1. září 2016 obdržela elektrárna poslední dva ze čtyř parogenerátorů a další prvky pro prodloužení životnosti elektrárny. Výměna parogenerátorů byla klíčová pro prodloužení životnosti. Elektrárna byla znovu spuštěna dne 4. ledna 2019 se zvýšeným hrubým výkonem 656 MW oproti původnímu 648 MW.

## Informace o reaktorech
| Reaktor   | Typ reaktoru | Výkon  | Výkon  | Zahájení výstavby | Připojení k síti | Uvedení do provozu | Uzavření |
| Reaktor   | Typ reaktoru | Čistý  | Hrubý  | Zahájení výstavby | Připojení k síti | Uvedení do provozu | Uzavření |
| --------- | ------------ | ------ | ------ | ----------------- | ---------------- | ------------------ | -------- |
| Embalse-1 | CANDU-6      | 608 MW | 656 MW | 31. 3. 1974       | 24. 4. 1983      | 19. 1. 1984        |          |